# Хасанов, Мансур Хасанович
Мансу́р Хаса́нович Хаса́нов (25 июня 1930, село Бегишево, Заинский район, Татарская АССР, РСФСР — 13 марта 2010, Казань, Республика Татарстан, Российская Федерация) — советский и российский литературовед и государственный деятель, доктор филологических наук, первый заместитель председателя Совета Министров Татарской АССР (1984—1992), первый президент Академии наук Республики Татарстан (1992—2006). Главный редактор Татарского энциклопедического словаря и Татарской энциклопедии.

## Биография
Мансур Хасанович Хасанов родился 25 июня 1930 года в селе Бегишево Заинского района Татарской АССР.
В 1948 году окончил Елабужский библиотечный техникум и некоторое время работал заведующим библиотекой.
В 1955 году окончил с отличием историко-филологический факультет Казанского государственного университета имени В. И. Ульянова-Ленина, находился на преподавательской работе.
В 1961 году в Казанском государственном университете имени В. И. Ульянова-Ленина защитил диссертацию на соискание учёной степени кандидата филологических наук по теме «Творчество Галимджана Ибрагимова (дооктябрьский период)».
В 1971 году в Институте востоковедения АН СССР защитил диссертацию на соискание учёной степени доктора филологических наук по теме «Эволюция творчества Г. Ибрагимова в послеоктябрьский период».
В 1958—1961 гг. — главный редактор газеты «Татарстан яшьлэре», затем заместитель декана историко-филологического факультета Казанского государственного университета.
В 1961—1971 гг. — заведующий отделом культуры, заместитель заведующего идеологическим отделом, заведующий отделом науки и учебных заведений Татарского областного комитета КПСС. В 1971—1984 гг. — заместитель, в 1984—1992 гг. — первый заместитель Председателя Совета Министров Татарской АССР.
В 1992—2006 гг. — президент Академии наук Республики Татарстан.
С 1993 до 2010 г. — директор Института Татарской энциклопедии.
Избирался депутатом Верховного Совета Татарской АССР шести созывов (1963—90 гг.).
Скончался в Казани 13 марта 2010 года после тяжёлой болезни. Похоронен на Арском кладбище.

## Научная деятельность
Основные направления научных исследований связаны с изучением истории татарской литературы с древнейших времен по современный период. Исследовал творческое наследие классика татарской литературы, учёного и общественного деятеля Г. Ибрагимова, а также Кул Гали, Мухаммедьяра, Г. Исхаки, Г. Тукая, Ф. Амирхана, Г. Камала, К. Тинчурина и др. В сотрудничестве с Институтом русской литературы (Пушкинский Дом) АН СССР изучал русско-татарские литературные связи с начала XIX века до второй половины XX века. Активно занимался разработкой методологических проблем литературоведения, изучением истории общественной и философской мысли, национального образования и педагогики, проблем искусства и культурологии. Автор работ о С. Сайдашеве, Р. Яхине, Б. Урманче, Х. Абжалилове и других классиках и выдающихся деятелях татарского национального искусства и культуры. С 1980-х гг. вёл интенсивные исследования по проблемам татарского возрождения. Изучал творчество и деятельность классиков татарского ренессанса второй половины XIX — начала XX вв.: Ш. Марджани, С. Максуди, Г. Исхаки, Р. Фахретдине, М. Бигиева и др.
Является автором пяти монографий, свыше 250 научных статей, опубликованных в Казани, Москве, США, Лондоне, Анкаре на татарском, русском, английском, турецком и др. языках. Под его руководством защищено пять докторских, десять кандидатских диссертаций.

## Награды и звания
М. Х. Хасанов удостоен ряда государственных наград:
- Орден «За заслуги перед Отечеством» IV степени (2000) — за заслуги в научной деятельности и подготовку высококвалифицированных специалистов[8]
- Орден Трудового Красного Знамени (дважды)
- Орден Дружбы народов (14 ноября 1980 года) — за большую работу по подготовке и проведению Игр XXII Олимпиады[9]
- Орден «Знак Почёта»
- Орден «За заслуги перед Республикой Татарстан»
- медали и почётные грамоты

За особый вклад в создание «Татарского энциклопедического словаря» на русском (1992) и татарском (2002) языках удостоен Государственной премии Республики Татарстан в области науки и техники (2005).
Ему были присвоено почётное звание «Заслуженный деятель науки Республики Татарстан», он являлся лауреатом международной премии имени Кул Гали.

## Память
- Именем Мансура Хасанов названы:
  - "Бегишевская средняя общеобразовательная школа" в селе Бегишево Заинского района[10]
  - Улица в селе Старый Айван Арского района
  - Улица в Советском районе гор. Казани[11]
- 7 октября 2015 года на Арском кладбище гор. Казани открыт бюст Хасанова М.Х.[12]
- 3 октября 2023 года на главном здании Академии наук Республики Татарстан установили мемориальную доску, посвященную М.Х.Хасанову[13]